# Rolf Biebl

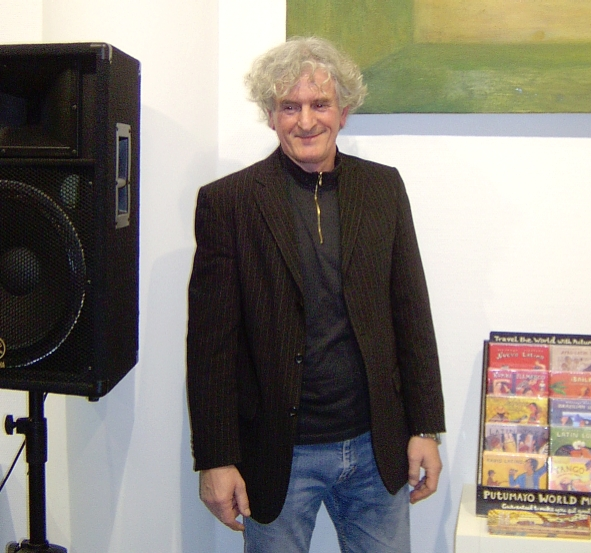
Rolf Biebl während einer Ausstellungseröffnung im Januar 2008

Rolf Biebl (* 6. Dezember 1951 in Klingenthal/Sa.) ist ein zeitgenössischer deutscher Bildhauer und Maler.

## Leben
Nach dem Abitur an der KJS Dynamo Klingenthal studierte Rolf Biebl von 1973 bis 1978 Bildhauerei an der Kunsthochschule Berlin-Weißensee bei Werner Stötzer und arbeitete anschließend dort als Aspirant. 1979/1980 folgte eine Aspirantur an der Akademie der Hochschule für Bildende Künste in Budapest. Zurück in der DDR war er von 1980 bis 1983 Meisterschüler an der Akademie der Künste der DDR bei Ludwig Engelhardt. 1981 gründete Rolf Biebl zusammen mit seinen Malerfreunden Clemens Gröszer und Harald K. Schulze die Künstlergruppe NEON REAL.
Von 1984 bis 1986 war er an der Kunsthochschule Berlin-Weißensee Assistent bei Jo Jastram. Von 1985 bis 1986 hatte er Lehraufträge an verschiedenen Berliner Kunsthochschulen. Rolf Biebl arbeitet seitdem freischaffend in Berlin. Er war bis 1990 Mitglied des Verband Bildender Künstler der DDR.
1987/1988 war er auf der X. Kunstausstellung mit der Terrakotta-Plastik Der Boxer vertreten. Im letzten entstandenen DEFA-Film „Die Architekten“ werden bildhauerische Arbeiten von Rolf Biebl gezeigt und er selbst taucht in einer Nebenrolle als Bildhauer in seinem Atelier auf. Seit Ende der neunziger Jahre setzt er sich auch mit dem Medium der Malerei auseinander. Während der Retrospektive Kunst in der DDR im Jahre 2003 in der Neuen Nationalgalerie Berlin wurde seine Bronze Stehende weibliche Figur ausgestellt.
Im Zentrum seiner Arbeit steht der menschliche Körper als Ausdrucksträger für Zeitgeist. Unvermittelt begegnet man Biebls Figuren an Plätzen, wo man sie nicht vermutet, wie in den Berliner „Gärten der Welt“. So will er Menschen, die sonst keine Berührungspunkte mit Kultur haben, diese erleb- und anfassbar machen.
Seine Arbeiten im öffentlichen Raum findet man in Berlin, Rostock, Frankfurt (Oder) und Cottbus.

## Zitat
„Der gebürtige Vogtländer belädt seine Skulpturen, auch die gemalten und gezeichneten Körperbildnisse, mit all den Verformungen, die einem im Leben widerfahren können. Und so ist es nicht ein Ideal vom Menschen, das er in den Raum stellt – in bemaltem Holz oder in weißem, fragmentarischem Marmor. Seine Figuren sind Ausdruck für Zeitgeist, für Anpassung, aber auch Widerstand, für das Unvollkommene gegen die allgegenwärtig suggerierte perfekte Äußerlichkeit. Diese Wesen scheinen verformt von der Last der Vergangenheit und der Gegenwart, von Zwängen und Resignation oder aggressiver Wut. Etliche aber wirken auch befreit. Etwa die neuen Kopfstudien, versehen mit bemalten Marmor-Augen, fast wie altägyptische Statuen – oder aber Aliens.“ (Ingeborg Ruthe, 2013)

## Ehrungen
- 1992 Will-Lammert-Preis der Akademie der Künste
- 2003 Erster Preis beim Internationalen Bildhauersymposium in Eubabrunn

## Weitere fotografische Darstellung Biebls
- Roger Melis: Rolf Biebl, Berlin (1980)[2]

## Öffentliche Sammlungen mit Werken Biebls (unvollständig)
- Berlin: Berlinische Galerie[3]
- Berlin: Nationalgalerie[4][5]

## Werke (Auswahl)
- 1986/1988 Adam und Eva im Hof der Berliner Kulturbrauerei
- 1987 Der Schreitende auf dem U-Bahnhof Vinetastraße in Berlin-Pankow
- 1987 David und Goliath im Fennpfuhlpark in Berlin-Lichtenberg
- 1990 Rufer (Bronzeskulptur)
- 1990 Brunnen der Generationen auf dem Helene-Weigel-Platz in Berlin-Marzahn
- 1998/1999 Rosa Luxemburg vor der Rosa-Luxemburg-Stiftung in Berlin-Friedrichshain.
- 1998 Akt in der Archillesstraße in Berlin-Karow
- 2003 Umarmung (Ahorn-Skulptur)

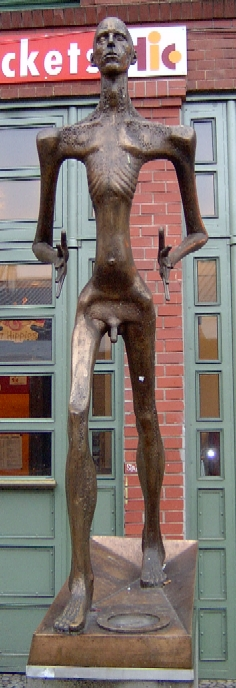
Adam
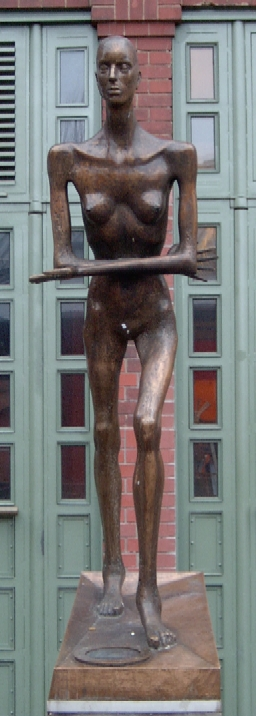
Eva
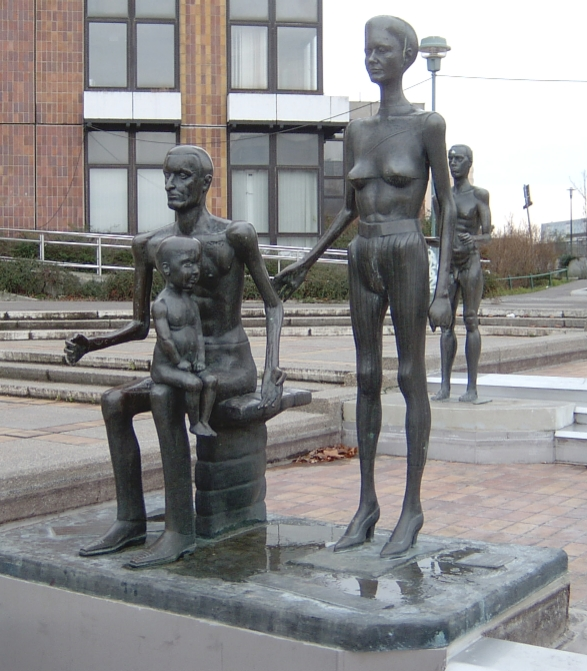
Brunnen der Generationen
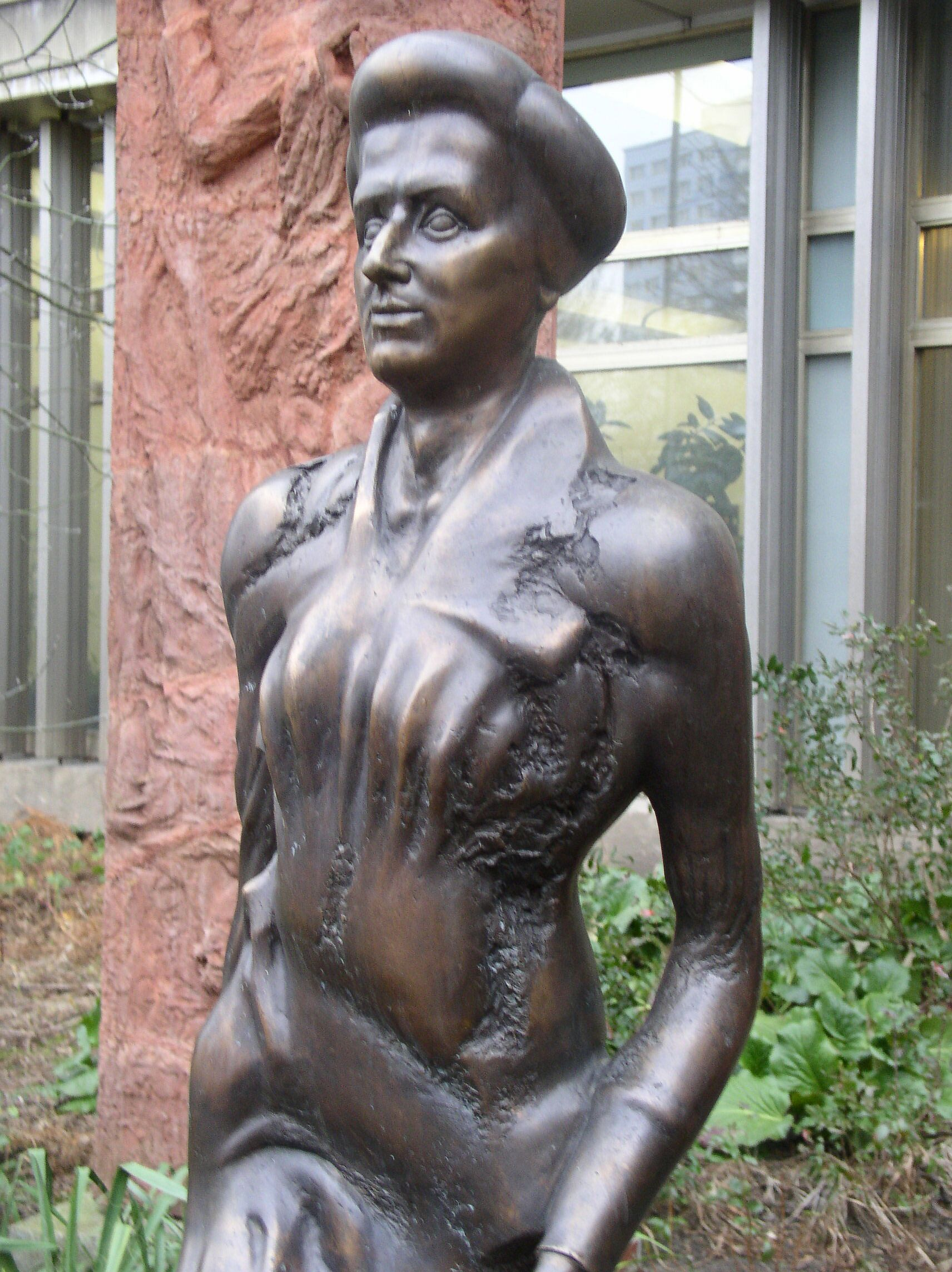
Rosa Luxemburg

## Ausstellungen (unvollständig)

### Einzelausstellungen
- 1985: Galerie am Prager, Berlin (mit Gröszer und Schulze)
- 2004: Havanna Grafikschau, Bonn – Kunst- und Ausstellungshalle der Bundesrepublik, Kunst in der DDR eine Retrospektive der Nationalgalerie Berlin
- 2005: Wiligrad – Kunstverein mit Karin Zimmermann, Berlin – Klosterruine
- 2006: Berlin – Galerie M, Bild der Frau, Klempenow – Burg
- 2007: Klosterruine, Berlin, „Herberge“
- 2008: Kunstverein Wiligrad, Lübstorf, „Die Farbe Schwarz“
- 2009: Museumsverbund Pankow, Bad Mergentheim, „Kunst in der DDR“
- 2010: Galerie im Rathaus Lichtenberg, Berlin, „Botschaften“
- 2011: Museumsverbund Pankow, Berlin, „Verkörperung“
- 2012: Sepp Meiers 2-Raum-Wohnung, Berlin, „Mensch im Raum“
- 2024: Berlin, Galerie Gesellschaft, Auguststraße 83, Gemäldezyklus "Homo Abstractus"

### Teilnahme an Ausstellungen in der Zeit der DDR
- 1980, 1981, 1983 und 1989: Berlin, Bezirkskunstausstellungen
- 1980, 1983 und 1984: Frankfurt/Oder bzw. Berlin („Junge Künstler der DDR“)
- 1984: Magdeburg, Museum Kloster Unser Lieben Frauen („Junge Bildhauerkunst der DDR“)
- 1985: Frankfurt/Oder, Galerie Junge Kunst („Junge Bildhauer. DDR - UdSSR“)
- 1986: Berlin, Ausstellungszentrum am Fernsehturm („Erste Ausstellung Berliner Junger Künstler“)
- 1987: Dresden, Galerie Rähnitzgasse („Wirklichkeit und Bildhauerzeichnung“)
- 1987/1988: Dresden, X. Kunstausstellung der DDR
- 1987/1988: Bonn, Rheinisches Landesmuseum; München, Staatsgalerie Moderne Kunst; Mannheim, Kunsthalle Mannheim („Bildhauerkunst aus der Deutschen Demokratischen Republik“)
- 1988: Berlin, Nationalgalerie („Mensch – Figur – Raum. Werke deutscher Bildhauer des 20. Jahrhunderts“)